# Notte romantica (film 1939)
Notte romantica (Eine Frau wie Du) è un film del 1939 diretto da Viktor Tourjansky.

## Produzione
Il film fu prodotto dalla Bavaria-Filmkunst.

## Distribuzione
Distribuito dalla Bavaria-Filmkunst Verleih, il film venne presentato in prima a Neustadt il 19 ottobre e poi a Berlino il 16 dicembre 1939. In Danimarca, con il titolo En Kvinde som du, fu distribuito il 3 marzo 1941.